# جزيرة الصالحية
جزيرة الصالحية جزيره عراقية تعد من أكبر الجزر شرق محافظة البصرة جنوب العراق وترتبط بجانبها الغربي مع شط العرب.

## نبذه
تمتد جزيرة الصالحية على مساحة تقدر بـ 25 كم كانت الجزيرة مغمورة بالمياه تماما. الجزيرة محاطه بسد يحتوي بواباب مائية، وتم من خلالها تفريغ المياه خلال فترات الجزر ثم تم انجاز وفتح مجموعة كبيرة من الانهر ترتبط بمسار البواباب لتاخذ حصتها من المياه لتكون كافة ارض الجزيرة مهياة للزراعة.